# 빅토르 클로나리디스
빅토르 클로나리디스(그리스어: Βίκτωρ Κλωναρίδης, 1992년 7월 28일 ~ )는 그리스의 축구 선수로, 현재 수페르리가 엘라다의 아트로미토스 FC에서 윙어로 활약하고 있다. 클로나리디스는 벨기에 세렝 태생으로, 그리스인 아버지와 플라망계 벨기에인 어머니 사이에서 났다.

## 클럽 경력

### AEK
2011년 9월 21일, 그는 스코다 크산티와의 경기에서 AEK 첫 득점에 성공하였고, 같은 경기에서 에이뒤르 그뷔드요흔센의 골을 도우며 원정경기 4-3 승리에 도왔다. 클로나리디스는 2-0으로 이긴 파네톨리코스와의 원정 경기에서도 스테브 레오 벨레크의 골을 도왔다. 12월, 클로나리디스는 슈투름 그라츠와의 유로파리그 원정 경기에서 팀의 3번째 골이자 자신의 유럽대항전 첫 골을 넣었다. 클로나리디스는 파나티나이코스와의 아테네 더비 경기에서 자신의 3호골을 뽑아내었다. 클로나리디스의 4호골은 2-2로 비긴 케르키라에서 헤딩골로 나왔다. 2012년 5월 7일, 클로나리디스는 파나티나이코스와의 수페르리가 엘라다의 경기에서 팀의 리드를 2-0으로 늘리는 훌륭한 골을 성공시켰고, 경기는 그 점수 그대로 종료되었다.
클로나리디스의 AEK에서의 인상적인 활약은 유럽 다수 구단들의 관심을 불러모았고, 릴은 이 재능있는 윙어의 영입에 큰 관심을 가졌고, 디나모 모스크바, 스탕다르 리에주, 그리고 안데를레흐트도 마찬가지였다.

### 릴
2012년 7월 2일, 클로나리디스는 €800,000 정도의 금액에 릴과 3년 계약을 체결하였다. 뤼디 가르시아는 다음 시즌을 앞두고 릴의 공격진을 강화하기 위해 그를 선수단에 합류시키는데 진지하게 고려했었다. 코스타스 시디아스 그리스 축구 전문가는 클로나리디스에 다음과 같이 평했다: "주관적으로 리그 1과 릴은 기술을 연마하고 선수로써 기술적 및 심리적으로 개선할 수 있는 그에게 알맞은 목적지로 보입니다. 그는 스스로를 그리스인이라기 보다는 벨기에인으로 생각할 텐데, 그는 북프랑스의 생활에 더 쉽게 적을할 것으로 전망됩니다." 2013년 1월 31일, 그는 릴에서 벨기에 2부 리그의 무스크롱-페뤼웰츠로 임대되었다.

### 파나티나이코스
2013년 9월 2일, 클로나리디스는 파나티나이코스와 계약하였다. 그는 자유 계약 신분으로 4년짜리 계약서에 서명하였다. 그는 "프랑스를 뜨고 싶습니다."라고 발언했었다. 2013년 9월 25일, 클로나리디스는 에르고텔리스와의 그리스 컵 경기에서 데뷔하였다. 그는 같은 경기에서 파나티나이코스 1호골에 성공하였다. 2013년 11월 10일, 아리스와의 또다른 껄끄러운 경기에서 멀티골을 기록해 팀의 2-0 승리를 견인했다. 그의 소속팀은 경기를 내내 지배하였고, 상대로부터 전혀 위협을 받지 않았다. 이 젊은 윙어의 첫골은 역습과 깔끔한 마무리로 결실이 맺어졌다. 두번째 골은 아리스 센터백들의 실수로부터 이루어졌다. 클로나리디스는 적시에 적소에서 기다리다가 공을 가로채 아랫쪽 구석으로 강하게 차 결승골을 넣었다. 2014년 5월 14일, 아트로미토스와의 수요일 플레이오프 경기에서 1-1로 비기면서 녹색 군단은 한경기를 남겨놓고 그리스에게 주어진 두번째 UEFA 챔피언스리그 진출권을 차지하였다. 야니스 아나스타시우가 지도하는 팀은 그의 덕에 33분에 선제골을 넣었으나, 경기 종료 5분을 남겨놓고 스테파노 나폴레오니에게 동점골을 헌납하였다.이 경기에서의 무승부로 파나티나이코스는 유럽 최고 대회의 3차 예선전에 참가할 수 있게 되었다. 한편 정규 시즌을 준우승으로 마무리했던 PAOK는 큰 실망을 안고 시즌을 종료했다.

## 경력 통계
2017년 8월 3일 기준
| 클럽                     | 시즌      | 리그 | 리그 | 컵   | 컵 | 리그컵 | 리그컵 | 대륙A | 대륙A | 기타 | 기타 | 합계 | 합계 |
| 클럽                     | 시즌      | 출장 | 골   | 출장 | 골 | 출장   | 골     | 출장  | 골    | 출장 | 골   | 출장 | 골   |
| ------------------------ | --------- | ---- | ---- | ---- | -- | ------ | ------ | ----- | ----- | ---- | ---- | ---- | ---- |
| AEK 아테네               | 2010–11   | 0    | 0    | 0    | 0  | –      | –      | 0     | 0     | 1    | 0    | 1    | 0    |
| AEK 아테네               | 2011–12   | 15   | 3    | 0    | 0  | –      | –      | 3     | 1     | 4    | 1    | 22   | 5    |
| AEK 아테네               | 합계      | 15   | 3    | 0    | 0  | –      | –      | 3     | 1     | 5    | 1    | 23   | 5    |
| 릴                       | 2012-13   | 3    | 0    | 1    | 0  | 1      | 0      | 0     | 0     | –    | –    | 5    | 0    |
| 릴                       | 합계      | 3    | 0    | 1    | 0  | 1      | 0      | 0     | 0     | –    | –    | 5    | 0    |
| 무스크롱-페루웰츠 (임대) | 2012–13   | 7    | 2    | 0    | 0  | –      | –      | 0     | 0     | –    | –    | 7    | 2    |
| 무스크롱-페루웰츠 (임대) | 합계      | 7    | 2    | 0    | 0  | –      | –      | 0     | 0     | –    | –    | 7    | 2    |
| 파나티나이코스           | 2013–14   | 32   | 9    | 8    | 2  | –      | –      | 0     | 0     | 0    | 0    | 40   | 11   |
| 파나티나이코스           | 2014–15   | 29   | 3    | 4    | 2  | –      | –      | 6     | 1     | 0    | 0    | 39   | 6    |
| 파나티나이코스           | 2015–16   | 13   | 2    | 6    | 4  | –      | –      | 2     | 0     | 0    | 0    | 21   | 6    |
| 파나티나이코스           | 합계      | 74   | 14   | 18   | 8  | –      | –      | 8     | 1     | 0    | 0    | 100  | 23   |
| 랑스                     | 2016–17   | 10   | 1    | 2    | 1  | 0      | 0      | 0     | 0     | –    | –    | 12   | 2    |
| 랑스                     | 합계      | 10   | 1    | 2    | 1  | 0      | 0      | 0     | 0     | –    | –    | 12   | 2    |
| 파나티나이코스 (임대)    | 2016–17   | 16   | 4    | 4    | 2  | –      | –      | 0     | 0     | 0    | 0    | 20   | 6    |
| 파나티나이코스 (임대)    | 합계      | 16   | 4    | 4    | 2  | -      | -      | 0     | 0     | –    | –    | 20   | 6    |
| AEK 아테네               | 2017–18   | 0    | 0    | 0    | 0  | 0      | 0      | 2     | 0     | 0    | 0    | 2    | 0    |
| AEK 아테네               | 합계      | 0    | 0    | 0    | 0  | 0      | 0      | 2     | 0     | 0    | 0    | 2    | 0    |
| 경력 합계                | 경력 합계 | 130  | 25   | 25   | 11 | 1      | 0      | 13    | 2     | 0    | 0    | 169  | 38   |

### 참고
A: UEFA 챔피언스리그, UEFA 유로파리그 경기 포함

## 합계
AEK
- 그리스 컵: 2010-11

파나티나이코스
- 그리스 컵: 2013-14